# Please Read the Letter
Please Read the Letter è un brano musicale originariamente registrato da Robert Plant e Jimmy Page per l'album discografico del 1998 Walking into Clarksdale.
Plant e Alison Krauss hanno successivamente registrato insieme una versione della canzone per l'album Raising Sand (2007). Questa collaborazione è stata premiata con il Grammy Award alla registrazione dell'anno nell'ambito dei Grammy Awards 2009.